# Rheinisch-Westfälische Volkspartei

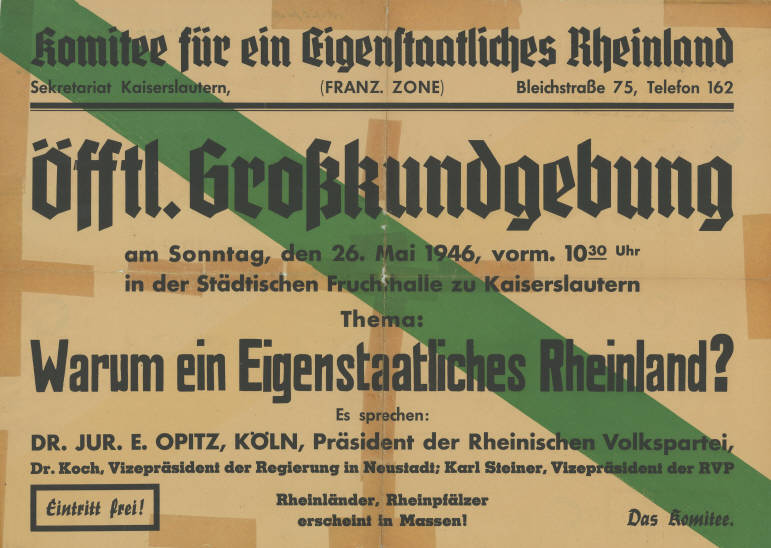
Einladungsplakat der Rheinischen Volkspartei im Kommunalwahlkampf 1946

Die Rheinisch-Westfälische Volkspartei (Kurzbezeichnung: RWVP) war eine politische Partei in Deutschland, die 1946 gegründet wurde und an der Bundestagswahl 1949 teilnahm. 

## Geschichte
| Parteivorsitzende                                                                                 |
| ------------------------------------------------------------------------------------------------- |
| - Erich Opitz (1946) - Alfred Metzroth (1946) - Hermann Klamt (1946–1948) - Hans Koch (1948–1949) |

Die Partei entstand im Februar 1946 durch Zusammenschluss mehrerer Parteien unter dem Namen Rheinische Volkspartei – Rheinisch-Westfälische Heimatpartei (zunächst RhVP, dann RVP). Im Mai und Juli 1946 schlossen sich die Rheinische Arbeiter- und Bauernpartei und die Demokratisch-Sozialistische Union der RVP an. Die Umbenennung in Rheinisch-Westfälische Volkspartei (RWVP) erfolgte im Januar 1949. Nach der Bundestagswahl 1949 verlor die Partei zunehmend an Bedeutung. Die Dauer des Fortbestandes nach 1949 ist nicht geklärt. Soweit feststellbar, kandidierte sie – allerdings erfolglos – letztmals bei den Kommunalwahlen 1952.
Die Parteifarbe war grün-weiß im Rheinland, rot-weiß in Westfalen, rot-gelb in der Region Lippe sowie im Bundesland Nordrhein-Westfalen rot-weiß-grün-gelb. Die regionale Bedeutung beschränkte sich vor allem auf die Städte Aachen, Düren und Euskirchen.
Bei den Gemeindewahlen in Aachen im Oktober 1946 errang die RVP mit 7,8 % ihren einzigen Parlamentssitz. Bei der nordrhein-westfälischen Landtagswahl am 20. April 1947 erreichte die Partei etwas mehr als 13.000 Stimmen und damit 0,27 Prozent der Gesamtstimmenanzahl. Bei den Kommunalwahlen 1948 gelang der Partei der Einzug in einige Kreistage und Stadträte. Die erste Bundestagswahl am 14. August 1949 endete für die RWVP als Partei mit den bundesweit wenigsten Stimmen; 21.931 Wähler ergaben einen Gesamtstimmenanteil von 0,09 Prozent.

## Politische Ziele
Sie galt als „autonomistisch und separatistisch orientierte mittelständische Heimatpartei“ mit Kontakten zu den pfälzischen Separatisten und in Anknüpfung an die Rheinische Republik. Mit dem Wahlspruch „Das Rheinland den Rheinländern“ forderte die Partei ein „eigenstaatliches Rheinland in einem föderalistischen Staatenbund auf breiter europäischer Basis“.
Der anfangs separatistische Kurs wurde wohl schon 1947 aufgegeben, danach vertrat die Partei teils autonomistische, teils föderalistische Ziele.

## Kommunale Wahlergebnisse
Ergebnisse der Partei bei den Kommunalwahlen 1946 und 1948 in %:
| Jahr | AC Stadt | AC Lkr. | BN Stadt | BN Lkr. | D Stadt | DN Lkr. | EU Lkr. | KR Stadt | MG Stadt | RY Stadt | SU Lkr. | VIE Stadt | W Stadt |
| ---- | -------- | ------- | -------- | ------- | ------- | ------- | ------- | -------- | -------- | -------- | ------- | --------- | ------- |
| 1946 | 7,8      |         | 0,9      |         | 0,3     | 1,5     | 1,7     | 1,5      | 2,7      | 0,5      |         | 3,5       | 0,1     |
| 1948 | 6,2      | 0,2     | 0,7      | 0,6     | 1,8     | 9,5     | 9,5     |          | 2,8      | 1,6      | 0,3     |           | 0,3     |

Abkürzungen: Tabellenkopf: Kraftfahrzeugkennzeichen (Unterscheidungszeichen); Lkr. = Landkreis